# تکنوبابل
تکنوبابل (انگلیسی: Technobabble؛ یک تکواژ چندوجهی متشکل از فناوری یا technology و سخن بیهوده یا babble)، که به آن تکنوسپیک (انگلیسی: technospeak) نیز گفته می‌شود، نوعی یاوه‌گویی است که از واژگان باب روز، زبان مبهم، یا اصطلاحات تخصصی تشکیل شده است. در رسانه‌های علمی-تخیلی رایج است.